# Anisus
Az Anisus a csigák (Gastropoda) osztályának Lymnaeoidea öregcsaládjába, ezen belül a Planorbidae családjába tartozó nem.

## Rendszerezés
A nembe az alábbi 8 élő faj és 34 fosszilis faj tartozik:
- †Anisus altaicus Popova & Starobogatov, 1970
- †Anisus angulatus (Clessin, 1877)
- Anisus bachlongviensis Saurin, 1960
- †Anisus balizacensis (Peyrot, 1933)
- †Anisus bicarinatus Szőts, 1953
- †Anisus brunnensis (Sauerzopf, 1953)
- †Anisus coislinensis (Cossmann, 1919)
- †Anisus confusus Soós, 1934
- †Anisus densecostatus Schütt, 1994
- †Anisus deviatkini Popova & Starobogatov, 1970
- †Anisus dupuyianus (Noulet, 1854)
- †Anisus falsani (Locard, 1883)
- †Anisus guerichi (Andreae, 1902)
- †Anisus hilgendorfi (Fraas, 1868)
- †Anisus komarovae Prysjazhnjuk, 1974
- †Anisus krambergeri (Halaváts, 1903)
- †Anisus laskarevi Milošević, 1976
- †Anisus lentiformis Popova & Starobogatov, 1970
- vízi korongcsiga (Anisus leucostoma) (Millet, 1813)
- †Anisus lungershauseni Popova & Starobogatov, 1970
- †Anisus mariae (Michaud, 1862)
- †Anisus matheroni (P. Fischer & Tournouër, 1873)
- †Anisus metochiensis Milošević, 1976
- †Anisus nechoroshevi Popova & Starobogatov, 1970
- †Anisus omalus (Bourguignat, 1881)
- Anisus pauxillus van Benthem Jutting, 1963
- †Anisus pseudoplanulatus Szőts, 1953
- †Anisus pseudosubangulatus Szőts, 1953
- †Anisus racovetzae Popova & Starobogatov, 1970
- †Anisus rousianus (Noulet, 1854)
- †Anisus saddaritanus (Pallary, 1901)
- †Anisus septemgyratiformis (Gottschick, 1911)
- Anisus septemgyratus (Rossmässler, 1835)
- ajakos tányércsiga (Anisus spirorbis) (Linnaeus, 1758) - típusfaj[3]
- Anisus strauchianus (Clessin, 1884)
- †Anisus subanguloides Wang, 1982
- †Anisus thomasi (Pallary, 1901)
- †Anisus trapeziiformis Popova & Starobogatov, 1970
- †Anisus tuerykensis Popova & Starobogatov, 1970
- lemezcsiga (Anisus vortex) (Linnaeus, 1758)
- apró fillércsiga (Anisus vorticulus) (Troschel, 1834)
- †Anisus weizhouensis H. Wang, 1982

Az alábbi 4 taxon meglehet, hogy nem ebbe a nembe tartozik:
- †Anisus arltungae McMichael, 1968 (taxon inquirendum)
- Anisus dietmari Schütt, 1973 (taxon inquirendum)
- Anisus issykulensis (Clessin, 1907) (taxon inquirendum)
- †Anisus vorticoides (Martinson, 1954) (taxon inquirendum)